# Mollie Faustman
Mollie Faustman, under en period Chatham, född 15 mars 1883 på Kungsholmen i Stockholm, död 4 januari 1966 i Stockholm, var en svensk målare, tecknare och författare.
Hon var en av tre döttrar till ingenjören Edvard Faustman och läraren Alma Karsten; fadern var son utom äktenskapet till Wendela Hebbe och Lars Johan Hierta.
Mollie Faustman var 1910–1915 gift med Gösta Törneqvist (1885–1936) och 1917–1926 med Gösta Chatham (1886–1961), med vilken hon fick barnen läroboksförfattaren Tuttan Faustman-Hedberg (1917–1999) och regissören Hampe Faustman (1919–1961). Faustman är begravd på Skogskyrkogården i Stockholm.

## Karriär

### Konstnärskapet
Mollie Faustman studerade konst för Carl Wilhelmson vid Valands konstskola i Göteborg 1905–1908 och i utlandet, bland annat för Matisse i Paris 1910. Hon debuterade 1909 tillsammans med Gösta Törneqvist, Frans Timén och Carl Luthander. Hennes inriktning var mestadels landskap med starka färger med drag av expressionism och romantik, barnmotiv (inte sällan med de egna barnen) samt porträtt, bland annat av skådespelaren Uno Henning och kolleger som Ture Nerman och Hanna Borrie.
Hon tillhörde konstnärssammanslutningen Optimisterna 1924–1932 och ställde ut med dem bland annat på Liljevalchs samt därefter med gruppen Independenterna. Ett flertal separatutställningar hade hon på Konstnärshuset i Stockholm under 1930- och 1940-talen och även på Färg och Form senare. Hon deltog också i flera samlingsutställningar med "kristen nutidskonst" och sökte ofta motiv i Västergötland och Hälsingland, vilket skildras i boken Stugan vid älven 1942. Hon gjorde monumentalmålningen Människans glädjeämnen i Härnösands småskoleseminarium 1949. Mollie Faustman är representerad på bland annat Nationalmuseum, Moderna Museet, Göteborgs konstmuseum, Länsmuseet Gävleborg, Östergötlands museum, Norrköpings konstmuseum och Hälsinglands museum.

### Författarskapet
Under signaturen Vagabonde skrev Mollie Faustman regelbundet kåserier i tidningarna Idun och Dagens Nyheter – ett DN-kåseri 1926 spelade en huvudroll i kampanjen som ledde till att skandaltidningen Fäderneslandet följande år lades ner. Hon författade även flera böcker, gjorde bokillustrationer och tecknade serier som Tuttan och Putte i Dagens Nyheter. Hon var också engagerad i uppbyggnaden av pedagogiskt nytänkande skolor som Olofskolan och Viggbyholmsskolan i Stockholmstrakten.